# Goldmünze von Fredenbeck
Bei der 2017 gefundenen, neun Gramm schweren Goldmünze von Fredenbeck, im Landkreis Stade in Niedersachsen, handelt es sich um ein Unikat. Die Goldmünze ist ein in Siscia (heute: Sisak) in Kroatien 342/343 n. Chr. geprägtes Multiplum des Kaisers Constans.
Goldmultipla wurden im Gebiet außerhalb der ehemaligen römischen Reichsgrenzen bislang äußerst selten gefunden. Multipla sind Sonderprägungen gängiger römischer Münzen, die durch die römischen Kaiser in feierlichen Zeremonien an herausgehobene Persönlichkeiten überreicht wurden. Auch befreundete germanische Herrscher konnten mit den Großmünzen ausgezeichnet werden.
Auf der Vorderseite der Münze ist die Büste des Kaisers Constans mit Diadem und Harnisch abgebildet. Constans wurde zwischen 320 und 323 geboren und 350 getötet. Nach der Konstantinischen Münzreform wurden die Stücke im Wert von 3, 4 1/2, 9, 12, 18, 36 oder 72 Solidi (327,5 Gramm Gold) hergestellt. Die Fredenbecker Münze entspricht allerdings dem Wert von zwei Solidi.
Am Fundort südwestlich von Stade wurde eine Ausgrabung durchgeführt und mit Metalldetektoren gesucht. Zusätzlich haben die Archäologen historische Karten und Luftbilder ausgewertet.
Es gibt Indizien für die Annahme, dass die Goldmünze an einem besonderen Ort geopfert wurde.
Das Multiplum wird im Stader Schwedenspeicher-Museum präsentiert.